# 朝鮮赤十字会
朝鮮赤十字会（ちょうせんせきじゅうじかい）とは、朝鮮民主主義人民共和国の赤十字組織である。国際赤十字赤新月社連盟に加盟している。略称は朝赤（ちょうせき）。

## 概要
- 中央委員会
  - 委員長：康智英（カン・ジヨン）
  - 書記長：
  - 副書記長：李虎林（リ・ホリム）

2001年現在の職員数は213人であるという。朝鮮赤十字基金が財政的支援を行っている。

## 沿革

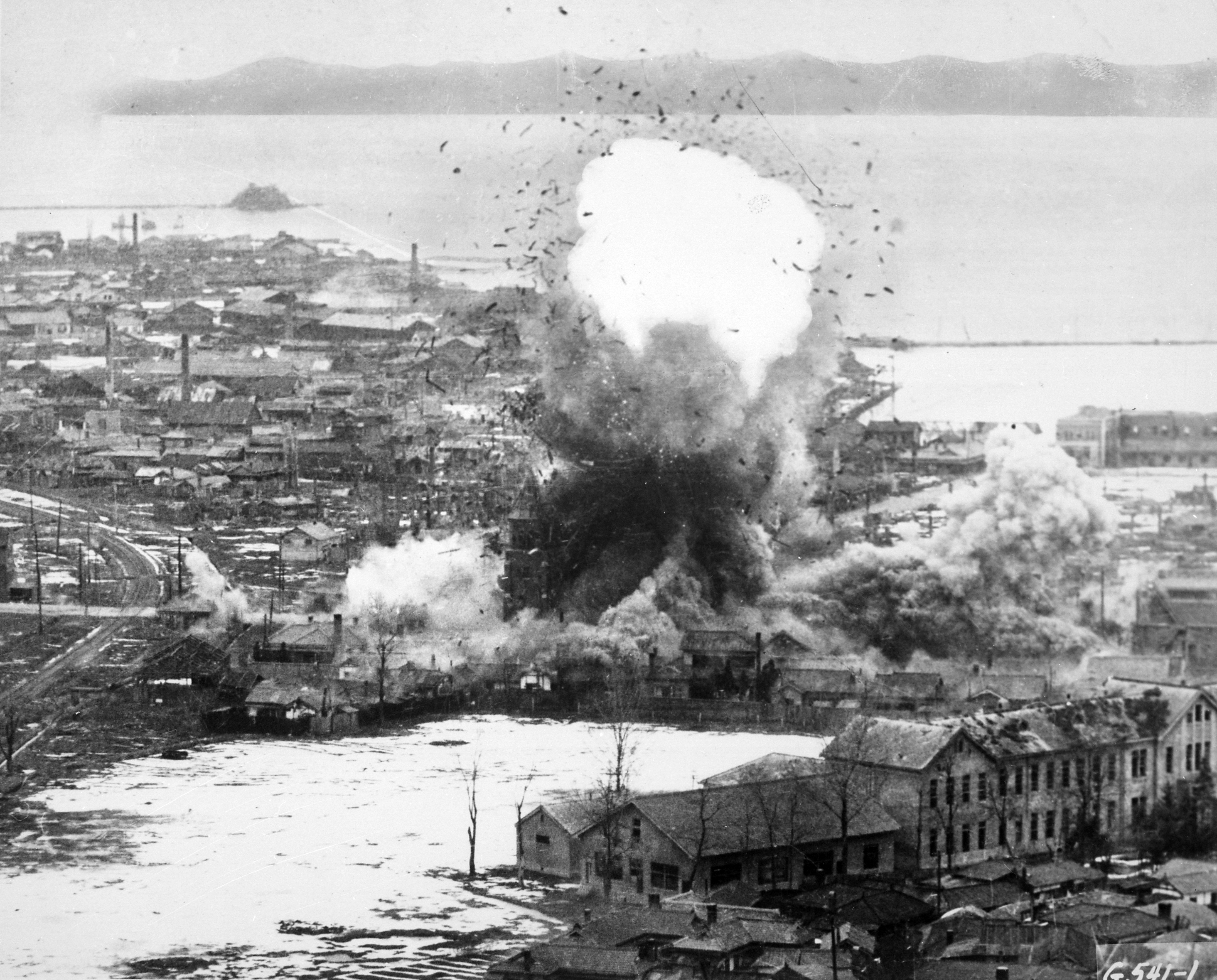
朝鮮戦争

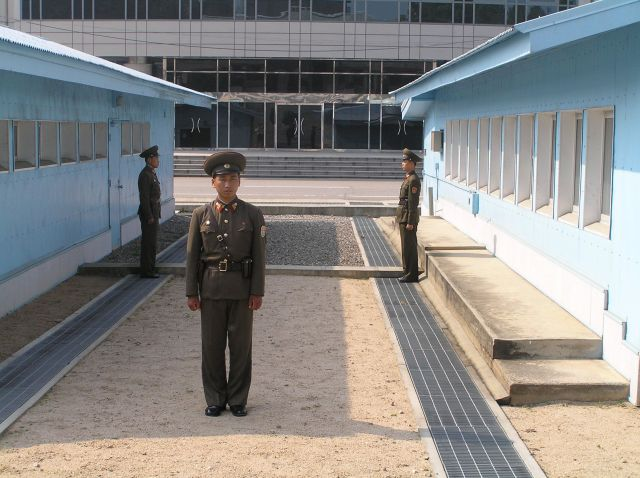
板門店

- 1946年10月18日 - 前身である北朝鮮赤十字社設立。この日をもって設立としている。
- 1948年12月 - 内閣決定により「人民の自発的意思による保健衛生および救護団体」と規定。
- 1950年6月25日〜1953年7月27日（休戦協定） - 朝鮮戦争で戦時救護活動実施。
- 1956年 - 赤十字国際委員会に承認される。75番目。南の大韓赤十字社は前年の1955年に74番目で承認を受けている。
- 1959年〜1984年 - 日本赤十字社と共同で在日朝鮮人の帰還事業を実施。
- 1970年4月1日 - よど号ハイジャック事件で、日本赤十字社から乗客及び乗員の健康と安全の確保がなされるよう配慮を願う電報が送られ、後に同会は安全を保障するであろうとする確答を受けたと返電する。
- 1971年8月 - 離散家族問題を主要テーマとした北南赤十字（同会と大韓赤十字社）会談が開始される。
- 1984年9月 - ソウル・京畿道豪雨水害被災者向けに米、布、セメント、医薬品等の救援物資を板門店などで南（韓国）側に引渡し。
- 1985年8月 - 「北南離散家族故郷訪問・芸術団公演」
- 1995年
  - 阪神・淡路大震災で、日本赤十字に慰問金を送付。
  - 同国内で大規模水害発生、被災者救援活動実施。
- 1999年 - 国内医療支援で国際赤十字連盟と共同プロジェクトを開始。
- 2000年8月 - 第1回北南離散家族再会
- 2002年 - 日本人拉致被害者5人の一時帰国に副書記長の李虎林らが同行。
- 2004年
  - 4月22日 - 平安北道龍川郡の龍川駅で列車爆発事故が発生、国際赤十字と連携して救護活動実施。
  - 10月 - 新潟県中越地震で、日本赤十字社に慰問電を送り、後に3万米ドルの慰問金を送付。
  - 12月26日 - スマトラ沖地震で、同国政府が15万米ドルの緊急援助を決定。
- 2005年9月3日 - ハリケーン・カトリーナで、アメリカ赤十字社に慰問の手紙を送付。
- 2006年
  - 7月19日 - 離散家族再会事業の中止を南に通告。
- 10月18日 - 創立60周年記念報告会開催（平壌市・人民大学習堂）
- 2011年 - 東日本大震災で、日本赤十字に慰問金を送付。
- 2019年2月4日 - 北朝鮮の赤十字会中央委員会が「ここ数年、遭難したわが国の船員たちが無事帰国できるよう、何度も人道的支援を提供してくれた」として、日本当局に謝意を表したと国営の朝鮮中央通信が報道した[1]。